# Parque Municipal dos Desportos
El Parque Municipal dos Desportos de Fafe es un estadio de usos múltiples en Fafe, Portugal.
Actualmente se utiliza principalmente para partidos de fútbol y es el estadio del AD Fafe.

## Capacidad
El estadio tiene capacidad para 4.000 personas.

## Construcción
Fue construido en 1968 y lo utiliza el AD Fafe que actualmente juega en la Terceira Liga de Portugal.